# Luhze
Luhze (Eigenschreibweise: luhze) ist eine unabhängige Hochschulzeitung in Leipzig. Sie erscheint seit dem Jahr 2000 während des Semesters monatlich mit einem Umfang von 16 bis 20 Seiten und einer Auflage von 10.000 Stück. Damit gehört sie zu den auflagenstärksten ihrer Art in Deutschland. Bis Juli 2019 hieß die Zeitung student!.
Luhze berichtet vor allem über Hochschul- und Lokalpolitik, studentisches und kulturelles Leben in Leipzig. Einmal im Semester gibt es eine Doppelseite mit satirischen Artikeln. Die Zeitung wird kostenlos vor den Mensen verteilt sowie in vielen Hochschulgebäuden, Bibliotheken, Cafés und Geschäften in Leipzig ausgelegt. Sowohl die Universitätsbibliothek Leipzig als auch die DNB und die SLUB sammeln und archivieren alle Ausgaben.

## Geschichte
Die Zeitung wurde im Jahr 2000 (Ersterscheinung: November 2000) von Leipziger Journalistikstudierenden unter dem Namen student! gegründet. Seit 2002 erscheint sie in Farbe. Im selben Jahr ging auch die dazugehörige Internetseite online.
Im Juli 2019 benannte sich student! nach internen Diskussionen in luhze um, um auch nicht-männliche Personen anzusprechen. Nicht nur Autorinnen und Autoren, auch Leserinnen und Leser hatten sich zuvor an dem Namen gestört. Der neue Name entstand als Akronym für Leipzigs unabhängige Hochschulzeitung. Björn Meine, Leiter der Lokalredaktion der Leipziger Volkszeitung (LVZ), lobte die Umbenennung in seiner Kolumne.
Beim Pro Campus Presse Award 2019 konnte Luhze sich unter den ersten zehn platzieren, 2020 unter den ersten elf. Der jährlich ausgetragene Wettbewerb der Initiative „Pro Campus Presse“ prämiert die besten Studierendenzeitungen im deutschsprachigen Raum.
Im Jahr 2020 recherchierte Luhze zu einem Konflikt an der Hochschule für Technik, Wirtschaft und Kultur Leipzig, in dessen Rahmen der Studierendenrat der Hochschule schwerwiegende Vorwürfe gegen die Kanzlerin erhob. Der Studierendenrat griff den Bericht in einem offenen Brief an das Sächsische Staatsministerium für Wissenschaft, Kultur und Tourismus auf. Auch der Leipziger YouTube-Kanal floidTV bezog sich in einem eigenen Beitrag zum Thema darauf.
In der Ausgabe vom Dezember 2021 berichtete Luhze kritisch über die Praktiken des Immobilienunternehmens United Capital RE GmbH, das daraufhin eine einstweilige Verfügung gegen die Zeitung vor dem Landgericht Leipzig erwirken wollte. Kurz vor Beginn der Verhandlung zog United Capital jedoch den Antrag zurück. Luhze selbst wertete das juristische Vorgehen von United Capital als Einschüchterungsversuch und Angriff auf die Pressefreiheit. Am 21. Januar 2022, dem Tag der angedachten Verhandlung, fand dazu eine vom Solidaritätsnetzwerk Leipzig organisierte Kundgebung statt. Viele regionale und überregionale Medien berichteten über den Vorfall, beispielsweise die Leipziger Internet Zeitung, die taz, Übermedien sowie Deutschlandfunk. Auch der MDR griff den Rechtsstreit in einem Beitrag über das Geschäftsgebaren von United Capital auf. Das Projekt „Mapping Media Freedom“ der Ludwig-Maximilians-Universität München klassifiziert den Vorfall in seiner Datenbank als SLAPP (Strategic Lawsuit against Public Participation, deutsch: Strategischer Prozess gegen öffentliche Beteiligung). United Capitel benannte sich nach Ende des Rechtsstreits zwei Mal um, zu Aventis Asset Management GmbH und dann zu RS WohnWerte GmbH.

## Inhalt und Organisation
Neben thematischen Ressortleitungen gibt es eigene Verantwortliche für die Bereiche Foto, Grafik, Social Media, Anzeigenakquise und Crowdfunding sowie eine von der Redaktion gewählte Chefredaktion. Herausgeber von Luhze ist der gleichnamige Verein. Alle Redaktions- und Vereinsmitglieder arbeiten ehrenamtlich. Die Zeitung ist von den Leipziger Hochschulen finanziell unabhängig und finanziert sich über Anzeigen, Vereinsbeiträge und regelmäßige sowie einmalige Spenden.
Darüber hinaus versteht sich Luhze als Ausbildungsmedium und veranstaltet regelmäßig Seminare und Workshops für die Autorinnen und Autoren.

## Ehemalige Redakteure (Auswahl)
- Daniel Schulz (Gründungsmitglied): Journalist, Ressortleiter „Reportage und Recherche“ bei der taz[3]
- Lucie Hammecke: Politikerin (Bündnis 90/Die Grünen), jüngstes Mitglied des Sächsischen Landtags[23]